# Maghrebinische Teekultur

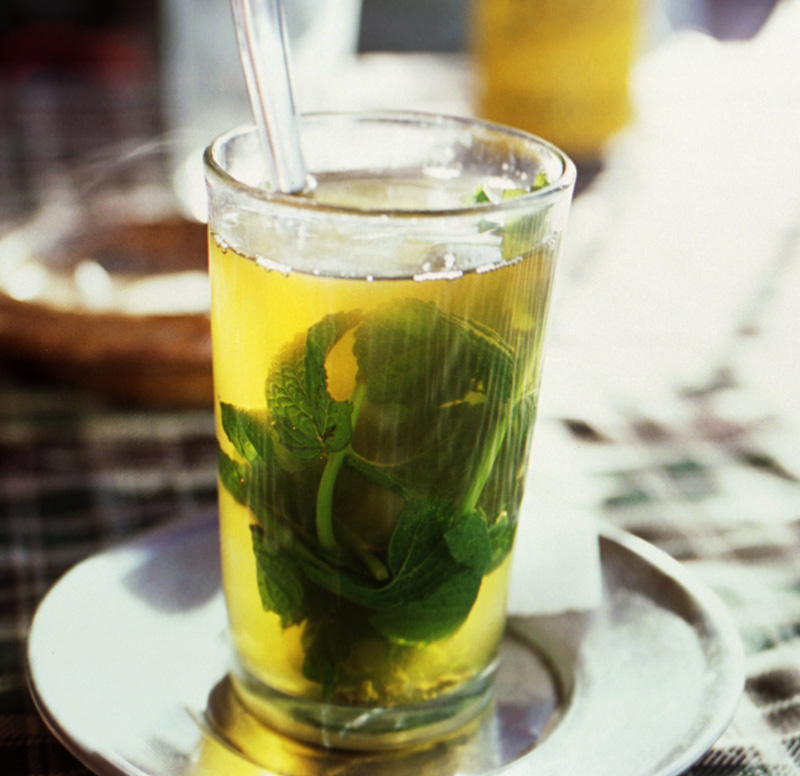
Grüner Tee mit Minze in Marokko

Maghrebinische Teekultur beschreibt die Tradition der Teezubereitung und die ritualisierte Form des Teetrinkens in den Ländern des Maghreb und darüber hinaus im Nordwesten Afrikas. In Marokko, Westsahara, Mauretanien, Algerien und Tunesien sowie bei den Tuareg, deren Lebensraum sich über die Sahara nach Süden bis in die Sahelzone erstreckt, wird auf ähnliche Art Grüner Tee mit Zucker gekocht. Häufig wird frische Nanaminze zugesetzt. Grüner Tee wurde im 18. Jahrhundert in der Region eingeführt. In städtischen Bürgerhäusern und genauso in Nomadenzelten in der Wüste hat sich seither eine Teezeremonie entwickelt, die zu einem geselligen Beisammensein und zum Begrüßungsprogramm eines Gastes gehört. 

## Teekultur in der Region

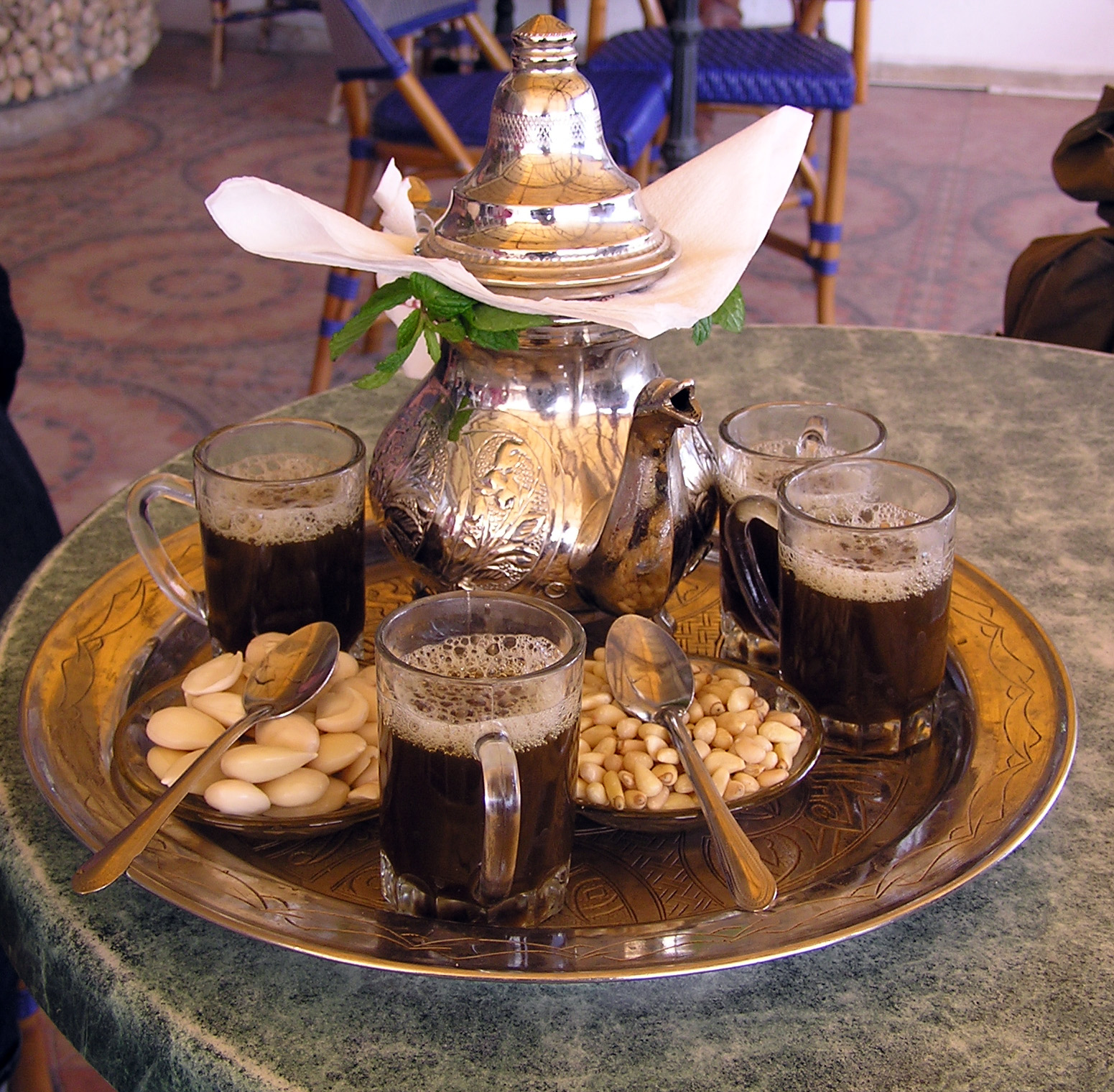
Tunesisches Teeservice

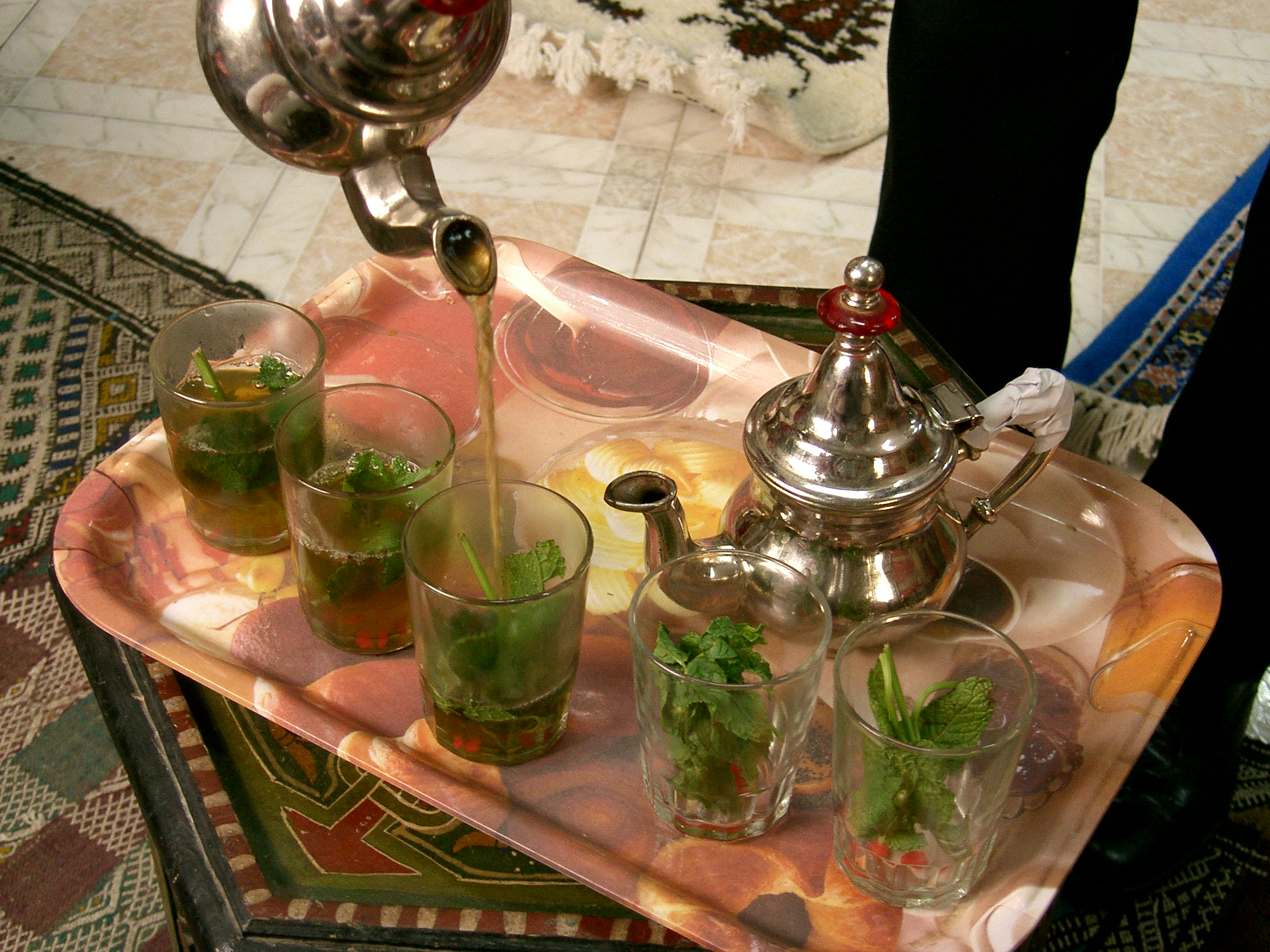
Marokkanisches Teetablett

Der Genuss von Kaffee breitete sich im 16. Jahrhundert über Nordafrika aus. Tee wurde in Marokko im 18. Jahrhundert von englischen Händlern eingeführt, zusammen mit der damals in England in Mode gekommenen birnenförmigen Teekanne mit gekröpftem Ausguss. Dieses Modell gelangte später nach Süden in die Länder der Sahara und bildet bis heute die Grundform vieler Teekannen. Ende des 19. Jahrhunderts berichteten europäische Reisende von zahlreichen Handelskarawanen, die offenbar seit längerem grünen chinesischen Tee und Zucker durch die Wüste nach Süden brachten.
Zur Teezubereitung wird in einem Topf oder in einer Kanne grüner Tee meist der Sorte Gunpowder mehrere Minuten oder über eine Viertelstunde in Wasser gekocht. Anschließend wird das Teewasser von den Blättern abgegossen und mit viel Zucker in einer anderen Kanne sprudelnd erhitzt. Durch das nochmalige Aufkochen hydrolysieren die Zuckermoleküle, sie spalten sich in Glucose und Fructose auf, wodurch sich der Tee geschmacklich verändert und süßer wird. Falls gewünscht, kann man frische Minzeblätter beim Aufkochen in die Kanne oder erst beim Servieren in die Gläser geben. Die regionalen Unterschiede zeigen sich bei den Mengenangaben, Kochzeiten und vor allem in der Art, wie der Tee in die Gläser gefüllt wird.
Die Teezubereitung ist in allen Ländern Männersache, im Unterschied zum Essen, das traditionell von den Frauen gekocht wird. Sie gilt bei allen Gesellschaften als ein Teil der eigenen nationalen Kultur, auch wenn die Kochprozedur und der gesellschaftliche Anlass der Zeremonie sich innerhalb der Region kaum unterscheiden. Es gibt keine bestimmte Tageszeit zum Tee trinken; jedes Zusammentreffen von Verwandten oder Freunden ist für das Familienoberhaupt Grund genug, um Tee zu kochen. Gäste im Haus werden mit Tee empfangen und sollten diesen auf keinen Fall ablehnen. Üblicherweise werden drei Gläser gereicht nach dem weit verbreiteten Motto: „Das erste Glas ist bitter wie das Leben, das zweite stark wie die Liebe und das dritte sanft wie der Tod“.
In mehreren westafrikanischen Küstenländern ist der Genuss von grünem Tee unter dem Begriff Ataya populär.

## Marokko
Tee (tamazight ⴰⵜⴰⵢ Atay, arabisch الشاي, DMG aš-šāy, Marokkanisch-Arabisch اتاي Atāy, franz. thé à la menthe, „Minzetee“) ist in Marokko weiterhin das Nationalgetränk, obwohl die Einfuhr von Kaffee 2009 weiter angestiegen ist und in den Cafés der Städte etwas mehr Espresso (qahwa kahla) und Milchkaffee (qahwa helib) als Tee bestellt wird. In den ersten acht Monaten des Jahres 2009 importierte Marokko 38.500 Tonnen grünen Tee aus der Volksrepublik China und bleibt damit das Hauptabnehmerland von chinesischem grünem Tee, der in einer Gesamtmenge von 1,24 Millionen Tonnen produziert wird.

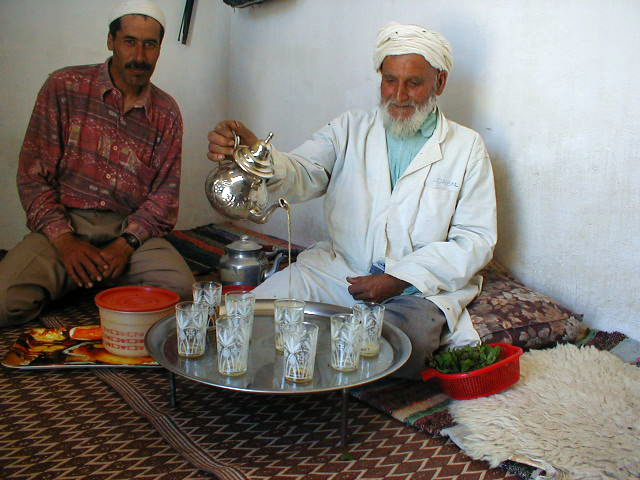
Teezubereitung in Marokko für Gäste

Die traditionelle Teezubereitung in einem bürgerlichen marokkanischen Haushalt findet vor den Gästen im Aufenthaltsraum statt. Der Hausherr oder sein Diener bringt ein Tablett mit Teegläsern, ein weiteres Tablett mit den sonstigen benötigten Utensilien und den Holzkohleherd, auf dem Wasser in einem Kessel zum Kochen gebracht wird. Nachdem die Teekanne mit heißem Wasser ausgespült wurde, kommt grüner Tee hinein, der mit etwas kochendem Wasser abgegossen wird. Der Hausherr fügt nun einen Brocken Zucker von einem Zuckerhut und einige Blätter Minze hinzu und füllt mit Wasser auf. Er gießt sich ein wenig Tee in ein Glas und probiert, ob ausreichend Zucker enthalten ist. Danach füllt er die Gläser der Gäste in einem hohen Bogen und wiederholt dies solange, bis jeder Gast drei Gläser Tee erhalten hat.
Die alten Teekannen bestanden aus Zinn, ihre Größen waren für 6 bis 16 Gläser bemessen. Aus Messing waren früher die kugelförmigen Behälter mit Deckel für Minzeblätter und die ähnlich geformten Zuckerbehälter. Der feste Zuckerkegel wird mit einem Hämmerchen oder einer Zange, deren Backen längsgerichtet sind, zerkleinert. Das durch Gravur verzierte Teetablett, ebenfalls aus Messing, hat drei geschwungene Füße, mit denen es auf den Boden gestellt wird.
In heutigen Cafés wird grüner Tee in kleinen Kannen serviert, mit denen der Gast die im Glas befindlichen Minzeblätter und Bruchstücke von weißem Zucker übergießt. Minzeblätter sollten entfernt werden, bevor sie bitter werden. Anstelle von Minze aromatisieren manche Familien ihren Tee mit louiza (Zitronenstrauch) oder sheeba (Wermutkraut).

## Westsahara und Mauretanien
Vermutlich erst Ende des 19. Jahrhunderts dürfte sich die Kultur des Teetrinkens von Marokko ausgehend im Gebiet von Westsahara und Mauretanien verbreitet haben. Der maurische Stamm der Ouled Bou Sbaa (Ūlād Bū-Sbā) wanderte um diese Zeit aus der Region um Marrakesch im südlichen Marokko in die heutige Westsahara ein und brachte die Gewohnheit des Teetrinkens mit, die Anfang des 20. Jahrhunderts bis in den Süden von Mauretanien gelangte. Mit dem Tee kamen auch der feste Zuckerhut (hassania m. galeb, Pl. gwāleb) und das gesamte Teegeschirr aus Marokko. Die marokkanischen Bezeichnungen wurden ebenfalls in die Landessprache Hassania übernommen.

### Teegeschirr
Das Teewasser  wird  bei den Sahrauis in der Westsahara und den Bidhan in Mauretanien in einem Wasserkessel (mʿgraḫ, maġreǧ, Pl. mġareǧ) aus verzinntem Kupfer auf einem speziellen Holzkohleherd (meǧmar, Pl. mǧāmer) erhitzt. Der Herd vornehmer Haushalte hat eine mit Lochverzierungen versehene zylindrische Form und steht mit einem Dreifuß auf dem Boden im Zelt oder mitten im Wohnraum. Einfache Herde bestehen aus einer Stahlblechschale mit angelötetem zylindrischen Fuß. Der Wasserkessel wird meist direkt auf die Holzkohle (ḥmūm, Pl. ḥemūm) gestellt. Es dauert nur wenige Minuten, bis die Holzkohle zum Glühen gebracht ist und das Wasser kocht.
Die gebräuchliche Teekanne heißt berrād, (Pl. abrārīd) und besteht aus Zinnblech oder Email. Die importierten Emailkannen werden unverändert eingesetzt, dagegen erfahren die industriell gefertigten Zinnkannen eine gestalterische Aufwertung zum mauretanischen Kunsthandwerk durch Handwerker, die als „Schmiede“ (maʿllem, Pl. maʿllemīn) bezeichnet werden. Der maʿllem sägt zunächst den Handgriff und den Knopf des Deckels ab und fertigt einen neuen Knopf in Sandwichtechnik. Dabei werden verschiedenfarbige Metallplättchen übereinander gelegt und mittels eines Dorns befestigt, der durch eine Bohrung in der Mitte gesteckt ist. Der Dorn wird am Deckel verlötet. Der neue Handgriff besteht aus einer gebogenen und verlöteten Messingröhre. Das bisherige Deckelscharnier wird entfernt, damit der Tee ohne den Deckel gekocht werden kann. Durch aufgelötete Metallstreifen erhält jede Kanne individuelle, aber für Mauretanien typische geometrische Muster. Diese aufwendig hergestellten traditionellen Teekannen sind nur noch in wenigen Haushalten anzutreffen, im Alltag überwiegen heute Email- oder Edelstahlkannen.
Serviert wird auf dem Teetablett (f. ṭable, Pl. ṭabali, ṭwābel), einer Messingplatte mit etwa 40 Zentimetern Durchmesser und einem hochgebogenen Rand. Im nördlichen Teil der Westsahara waren in den 1970er Jahren Teetabletts aus Neusilber verbreitet, die in El Aaiún und vermutlich in Smara hergestellt wurden. Um die Zuckerbrocken zu zerkleinern, braucht es einen Zuckerhammer (kaṣṣāra). Wertvolle Stücke mit feinen geometrischen Mustern wurden früher durch Auflöten von Kupfer- und Silberblechen auf einen Messingkern hergestellt. Teegläser (m. kas, Pl. kisān) sind meist Importware aus Frankreich. Zum vollständigen Teeservice gehören schließlich noch eine Zuckerdose (rbīʿa) und ein Behälter für den grünen Tee (zenbil).

### Teezeremonie

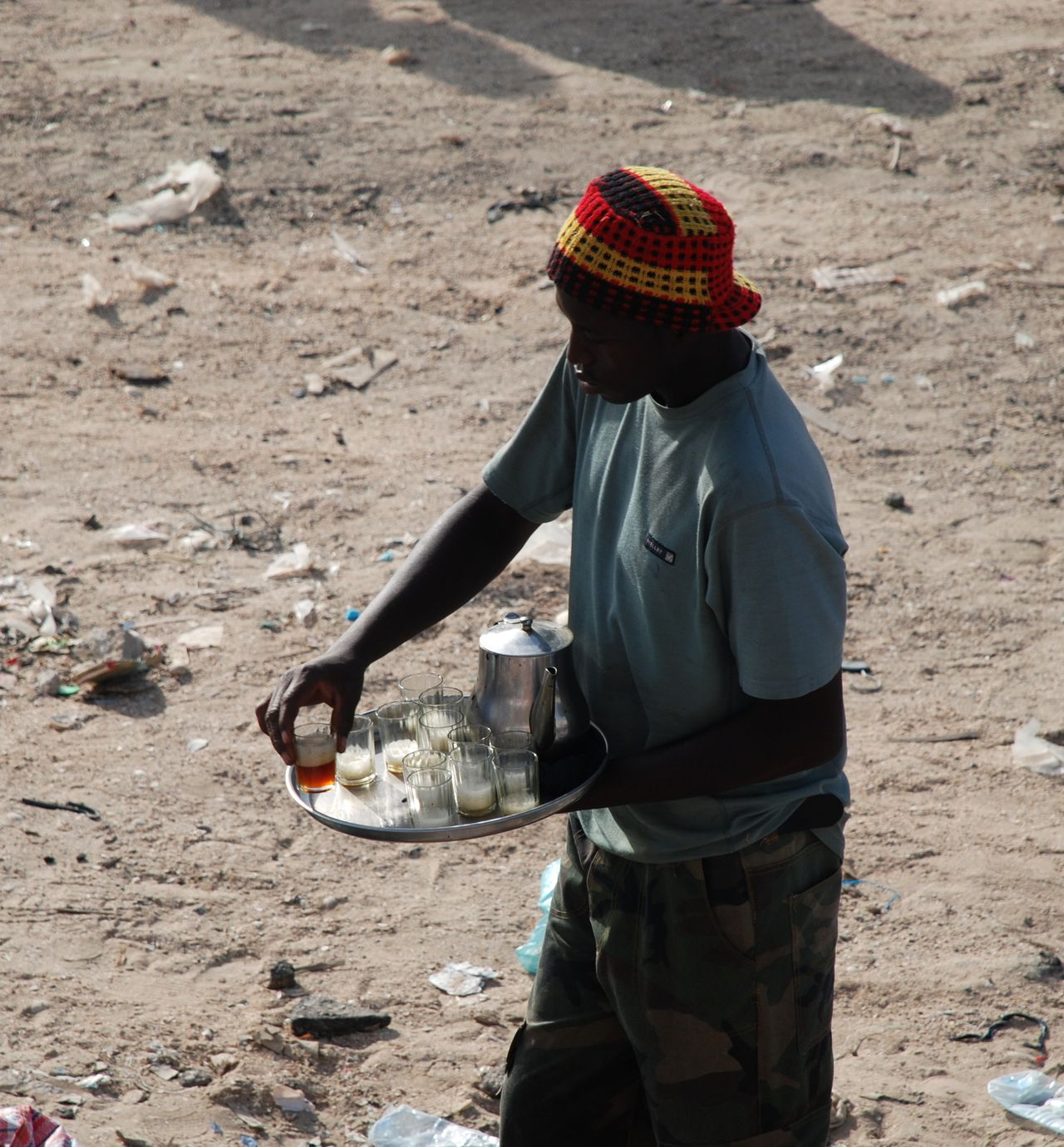
Straßenverkauf vor dem Marché Capitale in Nouakchott. Der Schaum bleibt für den nächsten Kunden im Glas. Es muss nur nachgefüllt werden

Zu Beginn der Teezubereitung übergießt der Gastgeber die trockenen, gerollten Teeblätter in der Kanne mit etwas heißem Wasser, das nach einigen Sekunden weggegossen wird. Die Teeblätter sind damit vom Staub befreit und leicht gequollen. Die Kanne wird nun mit heißem Wasser aufgefüllt und mit Zucker versetzt. Nach etwa einer Minute wird ein Glas halbvoll mit Tee gefüllt und sofort beiseitegestellt. In die Kanne kommen ein weiteres Stück Zucker und eventuell frische Nanaminzeblätter. Die wesentliche Prozedur ist das folgende Einfüllen des Tees aus großer Höhe in ein Glas und Zurückleeren in die Kanne. Dieser Vorgang wird mehrfach wiederholt, bis sich im Glas eine hohe Schaumschicht gebildet hat. Zwischendurch muss mehrfach probiert und nachgesüßt werden. Erst wenn die Geschmacksprobe zufriedenstellend war, erhält jeder Anwesende ein etwa bis zu drei Zentimetern hoch mit Tee gefülltes Glas. Auf der Flüssigkeit sitzt ein ebenso hoher Schaumberg. Vor der zweiten Runde wird der Tee in der Kanne mit kochendem Wasser und mit dem zuvor reservierten konzentrierten Tee im Glas aufgefüllt und nochmals aufgekocht. Da der Schaum in den Gläsern erhalten bleibt, erfordert das zweite Eingießen nicht mehr so große Aufmerksamkeit. Beim dritten Ausschank ist der thé mauritanien dünn und bitter geworden.
Die Teegesellschaft lagert im Zelt, im Privathaus und ebenso an öffentlichen Rastplätzen entlang den Hauptverkehrsstraßen auf Teppichen oder dünnen Schaumstoffmatratzen allgemein in einer seitlichen Liegeposition, die durch ein unter den Ellbogen geschobenes Armlehnkissen (Surmije) bequem wird.

## Tuareg

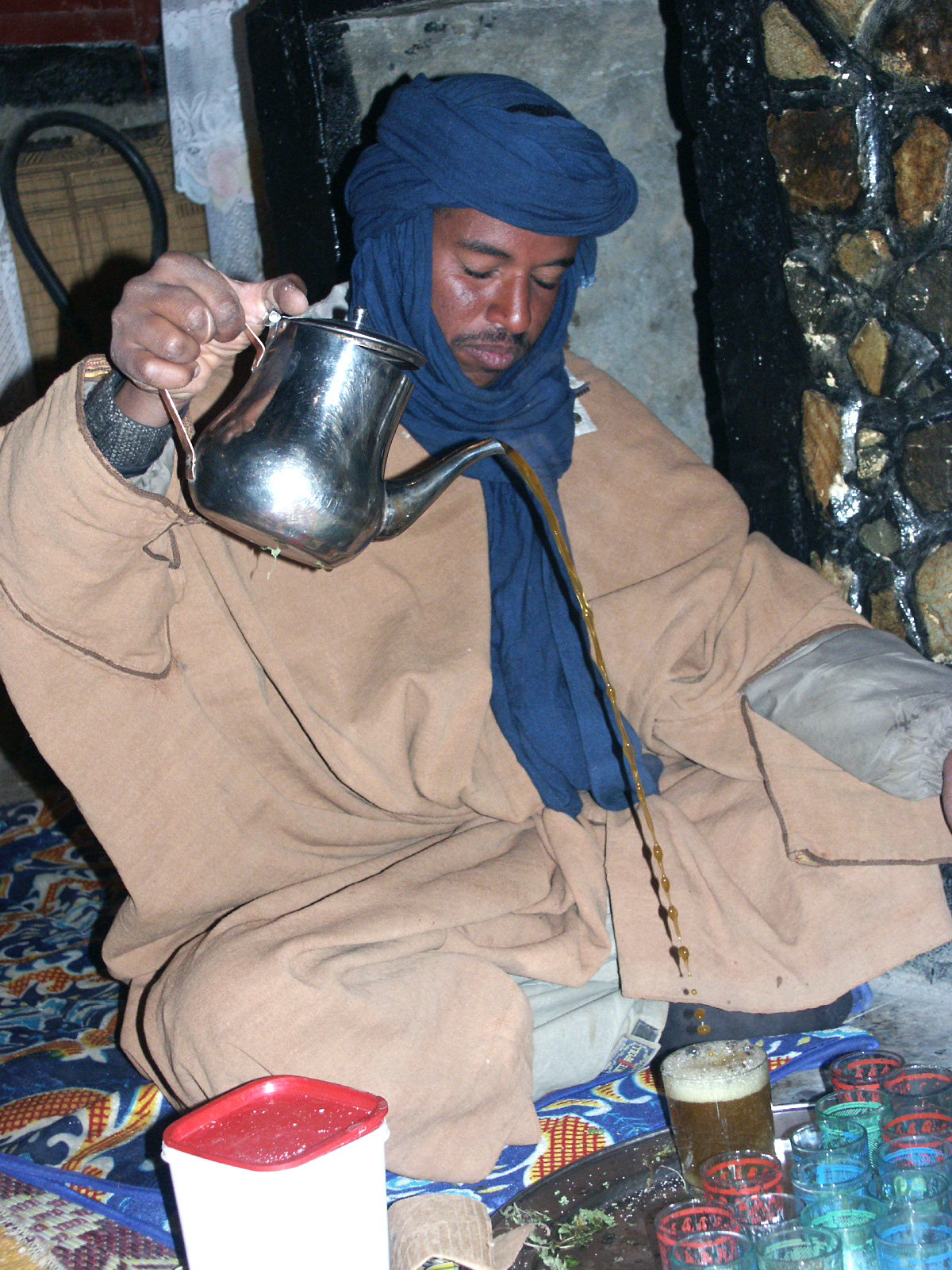
Tuareg beim Eingießen von Tee

Spätestens Ende des 19. Jahrhunderts brachten Händler grünen Tee von Tindouf, Tafilet und anderen Orten am Nordrand der Sahara über Araouane nach Timbuktu. Der Afrikaforscher Oskar Lenz berichtete, dass er seine Karawane 1880 im dortigen Markt mit Tee und Kaffee versorgt habe.
Die Tuareg verwenden zum Teekochen meist eine runde, emaillierte Kanne, seltener eine Edelstahlkanne, die direkt auf die glühende Holzkohle gestellt wird. Dem Schaum wird dieselbe Bedeutung beigemessen wie in Mauretanien. Das Glas sollte höchstens halbvoll sein. Der dritte Aufguss darf und muss lange kochen, da die Blätter bis dahin praktisch ausgelaugt sind. Mindestens ein Glas Tee sollte der Gast trinken, wenn er ein fremdes Haus betritt.
Bei den Tuareg besitzen viele der tafadist genannten Zuckerhämmer einen Ring am Griffende, durch den der kleine Finger gesteckt wird. Nach einem schnellen Schlag auf den mit einer Hand festgehaltenen Zuckerhut soll bei guter Übung die schlagende Hand sofort den Hammer loslassen, der dann am kleinen Finger baumelt, und den abgeschlagenen Zuckerbrocken auffangen. Alternativ zu den reich verzierten Messinghämmern erfüllen gelegentlich wie in Mauretanien Ventilstempel aus alten Motoren denselben Zweck und genießen eine ähnliche Wertschätzung durch ihren Besitzer.